# Les 1001 albums qu'il faut avoir écoutés dans sa vie
Les 1001 albums qu'il faut avoir écoutés dans sa vie (1001 Albums You Must Hear Before You Die) est un ouvrage de référence américain sur la musique publié en 2006 sous la direction de Robert Dimery. Il a connu plusieurs éditions, chacune proposant un contenu partiellement différent : en 2007, 2008, 2009, 2010, 2011, 2013 et 2016.
L'ouvrage consiste en une liste d'albums sortis entre 1955 et la date de publication de chaque édition. Le livre est rangé par ordre chronologique, en commençant par In the Wee Small Hours de Frank Sinatra. Chaque album est accompagné d'un court texte écrit par un critique de musique célèbre. Les entrées sont accompagnées d'images, de citations et d'informations supplémentaires (comme la durée et le producteur).
Le livre a été traduit en français. Il a été publié en France par l'éditeur Flammarion. Il contient une préface du journaliste musical Michka Assayas, avec une liste complémentaire d'albums français et internationaux non cités dans l'ouvrage.

## Genres
Bien que la grande majorité des albums de l'ouvrage soit d'inspiration rock et/ou pop, 1001 Albums comporte des entrées de world music, rhythm and blues, rap, blues, hip-hop, country, electronica et jazz. La diversité des albums rock et pop s'étend à des sous-genres tels que le punk, heavy metal, rock alternatif, rock progressif, l'easy listening et le rock 'n' roll des années 1950.

## Liste
Les différentes éditions du livre font des ajouts et des retraits ; nous mentionnons ici toutes les entrées, ce qui entraine un total supérieur à 1001.

### Années 1950
|    | Artiste(s)                  | Titre                                                      | Année |
| -- | --------------------------- | ---------------------------------------------------------- | ----- |
| 1  | Frank Sinatra               | In the Wee Small Hours                                     | 1955  |
| 2  | Elvis Presley               | Elvis Presley                                              | 1956  |
| 3  | The Louvin Brothers         | Tragic Songs of Life                                       | 1956  |
| 4  | Louis Prima                 | The Wildest!                                               | 1956  |
| 5  | Fats Domino                 | This is Fats                                               | 1956  |
| 6  | Duke Ellington              | Ellington at Newport                                       | 1956  |
| 7  | Frank Sinatra               | Songs for Swingin' Lovers!                                 | 1956  |
| 8  | The Crickets                | The "Chirping" Crickets                                    | 1957  |
| 9  | Count Basie                 | The Atomic Mr. Basie                                       | 1957  |
| 10 | Thelonious Monk             | Brilliant Corners                                          | 1957  |
| 11 | Sabu Martinez               | Palo Congo                                                 | 1957  |
| 12 | Miles Davis                 | Birth of the Cool                                          | 1957  |
| 13 | Little Richard              | Here's Little Richard                                      | 1957  |
| 14 | Machito                     | Kenya                                                      | 1958  |
| 15 | Tito Puente & His Orchestra | Dance Mania                                                | 1958  |
| 16 | Billie Holiday              | Lady in Satin                                              | 1958  |
| 17 | Ramblin' Jack Elliott       | Jack Takes the Floor                                       | 1958  |
| 18 | Sarah Vaughan               | At Mister Kelly's                                          | 1958  |
| 19 | Ella Fitzgerald             | Ella Fitzgerald Sings the George and Ira Gershwin Songbook | 1959  |
| 20 | Ray Charles                 | The Genius of Ray Charles                                  | 1959  |
| 21 | Miles Davis                 | Kind of Blue                                               | 1959  |
| 22 | Marty Robbins               | Gunfighter Ballads and Trail Songs                         | 1959  |
| 23 | Dave Brubeck                | Time Out                                                   | 1959  |

### Années 1960
|     | Artiste(s)                                                   | Titre                                                  | Année |
| --- | ------------------------------------------------------------ | ------------------------------------------------------ | ----- |
| 24  | Joan Baez                                                    | Joan Baez                                              | 1960  |
| 25  | Elvis Presley                                                | Elvis Is Back!                                         | 1960  |
| 26  | Miriam Makeba                                                | Miriam Makeba                                          | 1960  |
| 27  | The Everly Brothers                                          | A Date with the Everly Brothers                        | 1960  |
| 28  | Jimmy Smith                                                  | Back at the Chicken Shack                              | 1960  |
| 29  | Muddy Waters                                                 | At Newport 1960                                        | 1960  |
| 30  | Bill Evans                                                   | Sunday at the Village Vanguard                         | 1961  |
| 31  | Ray Charles                                                  | Modern Sounds in Country and Western Music             | 1962  |
| 32  | Booker T. & the M.G.'s                                       | Green Onions                                           | 1962  |
| 33  | Stan Getz & Charlie Byrd                                     | Jazz Samba                                             | 1962  |
| 34  | Ray Price                                                    | Night Life                                             | 1963  |
| 35  | The Beatles                                                  | With the Beatles                                       | 1963  |
| 36  | Bob Dylan                                                    | The Freewheelin' Bob Dylan                             | 1963  |
| 37  | Phil Spector & Various Artists                               | A Christmas Gift for You from Phil Spector             | 1963  |
| 38  | Sam Cooke                                                    | Live at the Harlem Square Club, 1963                   | 1963  |
| 39  | Charles Mingus                                               | The Black Saint and the Sinner Lady                    | 1963  |
| 40  | James Brown                                                  | Live at the Apollo                                     | 1963  |
| 41  | Stan Getz & João Gilberto                                    | Getz/Gilberto                                          | 1964  |
| 42  | The Beatles                                                  | A Hard Day’s Night                                     | 1964  |
| 43  | Jacques Brel                                                 | Olympia 64                                             | 1964  |
| 44  | Solomon Burke                                                | Rock 'n' Soul                                          | 1964  |
| 45  | Dusty Springfield                                            | A Girl Called Dusty                                    | 1964  |
| 46  | The Rolling Stones                                           | The Rolling Stones                                     | 1964  |
| 47  | Buck Owens                                                   | I've Got a Tiger By the Tail                           | 1965  |
| 48  | Jerry Lee Lewis                                              | Live at the Star Club, Hamburg                         | 1965  |
| 49  | The Sonics                                                   | Here Are the Sonics                                    | 1965  |
| 50  | Bob Dylan                                                    | Bringing It All Back Home                              | 1965  |
| 51  | Otis Redding                                                 | Otis Blue: Otis Redding Sings Soul                     | 1965  |
| 52  | The Beach Boys                                               | The Beach Boys Today!                                  | 1965  |
| 53  | John Coltrane                                                | A Love Supreme                                         | 1965  |
| 54  | B. B. King                                                   | Live at the Regal                                      | 1965  |
| 55  | The Beatles                                                  | Rubber Soul                                            | 1965  |
| 56  | Bert Jansch                                                  | Bert Jansch                                            | 1965  |
| 57  | The Byrds                                                    | Mr. Tambourine Man                                     | 1965  |
| 58  | Bob Dylan                                                    | Highway 61 Revisited                                   | 1965  |
| 59  | The Who                                                      | My Generation                                          | 1965  |
| 60  | The Beatles                                                  | Revolver                                               | 1966  |
| 61  | The Beach Boys                                               | Pet Sounds                                             | 1966  |
| 62  | Fred Neil                                                    | Fred Neil                                              | 1966  |
| 63  | The Byrds                                                    | Fifth Dimension                                        | 1966  |
| 64  | Bob Dylan                                                    | Blonde on Blonde                                       | 1966  |
| 65  | The Monks                                                    | Black Monk Time                                        | 1966  |
| 66  | The Kinks                                                    | Face to Face                                           | 1966  |
| 67  | The Mamas and the Papas                                      | If You Can Believe Your Eyes and Ears                  | 1966  |
| 68  | Paul Revere and the Raiders                                  | Midnight Ride                                          | 1966  |
| 69  | The Mothers of Invention                                     | Freak Out!                                             | 1966  |
| 70  | The Rolling Stones                                           | Aftermath                                              | 1966  |
| 71  | Simon & Garfunkel                                            | Parsley, Sage, Rosemary and Thyme                      | 1966  |
| 72  | 13th Floor Elevators                                         | The Psychedelic Sounds of the 13th Floor Elevators     | 1966  |
| 73  | John Mayall                                                  | Blues Breakers with Eric Clapton                       | 1966  |
| 74  | The Yardbirds                                                | The Yardbirds                                          | 1966  |
| 75  | Nina Simone                                                  | Wild Is the Wind                                       | 1966  |
| 76  | Astrud Gilberto                                              | Beach Samba                                            | 1967  |
| 77  | Nico                                                         | Chelsea Girl                                           | 1967  |
| 78  | The Beatles                                                  | Sgt. Pepper's Lonely Hearts Club Band                  | 1967  |
| 79  | Country Joe & the Fish                                       | Electric Music for the Mind and Body                   | 1967  |
| 80  | Buffalo Springfield                                          | Buffalo Springfield Again                              | 1967  |
| 81  | Captain Beefheart & His Magic Band                           | Safe as Milk                                           | 1967  |
| 82  | Moby Grape                                                   | Moby Grape                                             | 1967  |
| 83  | Love                                                         | Da Capo                                                | 1967  |
| 84  | The Beau Brummels                                            | Triangle                                               | 1967  |
| 85  | The Monkees                                                  | Headquarters                                           | 1967  |
| 86  | Tim Buckley                                                  | Goodbye and Hello                                      | 1967  |
| 87  | Love                                                         | Forever Changes                                        | 1967  |
| 88  | Cream                                                        | Disraeli Gears                                         | 1967  |
| 89  | Pink Floyd                                                   | The Piper at the Gates of Dawn                         | 1967  |
| 90  | The Who                                                      | The Who Sell Out                                       | 1967  |
| 91  | The Velvet Underground                                       | The Velvet Underground and Nico                        | 1967  |
| 92  | Frank Sinatra                                                | Francis Albert Sinatra & Antonio Carlos Jobim          | 1967  |
| 93  | The Doors                                                    | The Doors                                              | 1967  |
| 94  | The Byrds                                                    | Younger Than Yesterday                                 | 1967  |
| 95  | Young Rascals                                                | Groovin'                                               | 1967  |
| 96  | Jefferson Airplane                                           | Surrealistic Pillow                                    | 1967  |
| 97  | The Kinks                                                    | Something Else by the Kinks                            | 1967  |
| 98  | Donovan                                                      | Sunshine Superman                                      | 1967  |
| 99  | Merle Haggard                                                | I'm a Lonesome Fugitive                                | 1967  |
| 100 | The Jimi Hendrix Experience                                  | Are You Experienced                                    | 1967  |
| 101 | The Electric Prunes                                          | I Had Too Much to Dream (Last Night)                   | 1967  |
| 102 | Loretta Lynn                                                 | Don't Come Home a Drinkin' (With Lovin' on Your Mind)  | 1967  |
| 103 | The Jimi Hendrix Experience                                  | Axis: Bold as Love                                     | 1967  |
| 104 | Aretha Franklin                                              | I Never Loved a Man the Way I Love You                 | 1967  |
| 105 | The Rolling Stones                                           | Beggars Banquet                                        | 1968  |
| 106 | Shivkumar Sharma / Brij Bhushan Kabra / Hariprasad Chaurasia | Call of the Valley                                     | 1968  |
| 107 | The Velvet Underground                                       | White Light/White Heat                                 | 1968  |
| 108 | Traffic                                                      | Traffic                                                | 1968  |
| 109 | The Incredible String Band                                   | The Hangman's Beautiful Daughter                       | 1968  |
| 110 | The Kinks                                                    | The Kinks Are the Village Green Preservation Society   | 1968  |
| 111 | Ravi Shankar                                                 | The Sounds of India                                    | 1968  |
| 112 | Os Mutantes                                                  | Os Mutantes                                            | 1968  |
| 113 | The Jimi Hendrix Experience                                  | Electric Ladyland                                      | 1968  |
| 114 | Leonard Cohen                                                | Songs of Leonard Cohen                                 | 1968  |
| 115 | Johnny Cash                                                  | At Folsom Prison                                       | 1968  |
| 116 | Laura Nyro                                                   | Eli and the Thirteenth Confession                      | 1968  |
| 117 | Aretha Franklin                                              | Lady Soul                                              | 1968  |
| 118 | Blue Cheer                                                   | Vincebus Eruptum                                       | 1968  |
| 119 | The Byrds                                                    | The Notorious Byrd Brothers                            | 1968  |
| 120 | Big Brother and the Holding Company                          | Cheap Thrills                                          | 1968  |
| 121 | The United States of America                                 | The United States of America                           | 1968  |
| 122 | Dr. John                                                     | Gris-Gris                                              | 1968  |
| 123 | Iron Butterfly                                               | In a Gadda da Vida                                     | 1968  |
| 124 | The Pretty Things                                            | S.F. Sorrow                                            | 1968  |
| 125 | Simon & Garfunkel                                            | Bookends                                               | 1968  |
| 126 | Small Faces                                                  | Ogdens' Nut Gone Flake                                 | 1968  |
| 127 | The Band                                                     | Music from Big Pink                                    | 1968  |
| 128 | Jeff Beck                                                    | Truth                                                  | 1968  |
| 129 | Caetano Veloso                                               | Caetano Veloso                                         | 1968  |
| 130 | Scott Walker                                                 | Scott 2                                                | 1968  |
| 131 | The Zombies                                                  | Odessey and Oracle                                     | 1968  |
| 132 | Van Morrison                                                 | Astral Weeks                                           | 1968  |
| 133 | The Byrds                                                    | Sweetheart of the Rodeo                                | 1968  |
| 134 | The Beatles                                                  | The Beatles (« l'Album blanc »)                        | 1968  |
| 135 | The Mothers of Invention                                     | We're Only in It for the Money                         | 1968  |
| 136 | Neil Young                                                   | Everybody Knows This Is Nowhere                        | 1969  |
| 137 | Captain Beefheart & His Magic Band                           | Trout Mask Replica                                     | 1969  |
| 138 | Creedence Clearwater Revival                                 | Bayou Country                                          | 1969  |
| 139 | Crosby, Stills & Nash                                        | Crosby, Stills & Nash                                  | 1969  |
| 140 | Blood, Sweat and Tears                                       | Blood, Sweat and Tears                                 | 1969  |
| 141 | The Flying Burrito Brothers                                  | The Gilded Palace of Sin                               | 1969  |
| 142 | Johnny Cash                                                  | At San Quentin                                         | 1969  |
| 143 | Creedence Clearwater Revival                                 | Green River                                            | 1969  |
| 144 | The Beatles                                                  | Abbey Road                                             | 1969  |
| 145 | The Who                                                      | Tommy                                                  | 1969  |
| 146 | Miles Davis                                                  | In a Silent Way                                        | 1969  |
| 147 | Bee Gees                                                     | Odessa                                                 | 1969  |
| 148 | Pentangle                                                    | Basket of Light                                        | 1969  |
| 149 | The Rolling Stones                                           | Let It Bleed                                           | 1969  |
| 150 | Nick Drake                                                   | Five Leaves Left                                       | 1969  |
| 151 | Dusty Springfield                                            | Dusty in Memphis                                       | 1969  |
| 152 | Elvis Presley                                                | From Elvis in Memphis                                  | 1969  |
| 153 | The Velvet Underground                                       | The Velvet Underground                                 | 1969  |
| 154 | Quicksilver Messenger Service                                | Happy Trails                                           | 1969  |
| 155 | Led Zeppelin                                                 | Led Zeppelin                                           | 1969  |
| 156 | The Band                                                     | The Band                                               | 1969  |
| 157 | Led Zeppelin                                                 | Led Zeppelin II                                        | 1969  |
| 158 | MC5                                                          | Kick Out the Jams                                      | 1969  |
| 159 | The Temptations                                              | Cloud Nine                                             | 1969  |
| 160 | Sly & the Family Stone                                       | Stand!                                                 | 1969  |
| 161 | Tim Buckley                                                  | Happy Sad                                              | 1969  |
| 162 | Chicago                                                      | The Chicago Transit Authority                          | 1969  |
| 163 | Fairport Convention                                          | Unhalfbricking                                         | 1969  |
| 164 | The Youngbloods                                              | Elephant Mountain                                      | 1969  |
| 165 | Isaac Hayes                                                  | Hot Buttered Soul                                      | 1969  |
| 166 | Grateful Dead                                                | Live/Dead                                              | 1969  |
| 167 | The Kinks                                                    | Arthur (Or the Decline and Fall of the British Empire) | 1969  |
| 168 | King Crimson                                                 | In the Court of the Crimson King                       | 1969  |
| 169 | Leonard Cohen                                                | Songs from a Room                                      | 1969  |
| 170 | Fairport Convention                                          | Liege & Lief                                           | 1969  |
| 171 | Scott Walker                                                 | Scott 4                                                | 1969  |
| 172 | The Stooges                                                  | The Stooges                                            | 1969  |
| 173 | Skip Spence                                                  | Oar                                                    | 1969  |
| 174 | Frank Zappa                                                  | Hot Rats                                               | 1969  |

### Années 1970
|     | Artiste(s)                       | Titre                                                         | Année |
| --- | -------------------------------- | ------------------------------------------------------------- | ----- |
| 175 | Creedence Clearwater Revival     | Cosmo's Factory                                               | 1970  |
| 176 | Derek and the Dominos            | Layla and Other Assorted Love Songs                           | 1970  |
| 177 | Miles Davis                      | Bitches Brew                                                  | 1970  |
| 178 | Spirit                           | Twelve Dreams of Dr. Sardonicus                               | 1970  |
| 179 | Black Sabbath                    | Black Sabbath                                                 | 1970  |
| 180 | The Doors                        | Morrison Hotel                                                | 1970  |
| 181 | The Carpenters                   | Close to You                                                  | 1970  |
| 182 | Stephen Stills                   | Stephen Stills                                                | 1970  |
| 183 | John Lennon                      | John Lennon/Plastic Ono Band                                  | 1970  |
| 184 | Crosby, Stills, Nash & Young     | Déjà Vu                                                       | 1970  |
| 185 | Black Sabbath                    | Paranoid                                                      | 1970  |
| 186 | Neil Young                       | After the Gold Rush                                           | 1970  |
| 187 | Led Zeppelin                     | Led Zeppelin III                                              | 1970  |
| 188 | Deep Purple                      | In Rock                                                       | 1970  |
| 189 | Van Morrison                     | Moondance                                                     | 1970  |
| 190 | Grateful Dead                    | American Beauty                                               | 1970  |
| 191 | Nick Drake                       | Bryter Layter                                                 | 1970  |
| 192 | Ananda Shankar                   | Ananda Shankar                                                | 1970  |
| 193 | The Who                          | Live at Leeds                                                 | 1970  |
| 194 | Soft Machine                     | Third                                                         | 1970  |
| 195 | Rod Stewart                      | Gasoline Alley                                                | 1970  |
| 196 | George Harrison                  | All Things Must Pass                                          | 1970  |
| 197 | Simon & Garfunkel                | Bridge over Troubled Water                                    | 1970  |
| 198 | Cat Stevens                      | Tea for the Tillerman                                         | 1970  |
| 199 | Traffic                          | John Barleycorn Must Die                                      | 1970  |
| 200 | The Stooges                      | Fun House                                                     | 1970  |
| 201 | James Taylor                     | Sweet Baby James                                              | 1970  |
| 202 | Paul McCartney                   | McCartney                                                     | 1970  |
| 203 | Santana                          | Abraxas                                                       | 1970  |
| 204 | Syd Barrett                      | The Madcap Laughs                                             | 1970  |
| 205 | Jethro Tull                      | Aqualung                                                      | 1971  |
| 206 | David Crosby                     | If I Could Only Remember My Name                              | 1971  |
| 207 | Sly & the Family Stone           | There's a Riot Goin' On                                       | 1971  |
| 208 | Marvin Gaye                      | What's Going On                                               | 1971  |
| 209 | Yes                              | The Yes Album                                                 | 1971  |
| 210 | Bee Gees                         | Trafalgar                                                     | 1971  |
| 211 | The Who                          | Who's Next                                                    | 1971  |
| 212 | Carole King                      | Tapestry                                                      | 1971  |
| 213 | Isaac Hayes                      | Shaft                                                         | 1971  |
| 214 | The Allman Brothers Band         | At Fillmore East                                              | 1971  |
| 215 | The Rolling Stones               | Sticky Fingers                                                | 1971  |
| 216 | John Lennon                      | Imagine                                                       | 1971  |
| 217 | The Beach Boys                   | Surf's Up                                                     | 1971  |
| 218 | Yes                              | Fragile                                                       | 1971  |
| 219 | The Doors                        | L.A. Woman                                                    | 1971  |
| 220 | Can                              | Tago Mago                                                     | 1971  |
| 221 | Elton John                       | Madman Across the Water                                       | 1971  |
| 222 | Dolly Parton                     | Coat of Many Colors                                           | 1971  |
| 223 | Don McLean                       | American Pie                                                  | 1971  |
| 224 | Emerson, Lake & Palmer           | Tarkus                                                        | 1971  |
| 225 | Led Zeppelin                     | Led Zeppelin IV                                               | 1971  |
| 226 | Serge Gainsbourg                 | Histoire de Melody Nelson                                     | 1971  |
| 227 | Rod Stewart                      | Every Picture Tells a Story                                   | 1971  |
| 228 | Emerson, Lake & Palmer           | Pictures at an Exhibition                                     | 1971  |
| 229 | Leonard Cohen                    | Songs of Love and Hate                                        | 1971  |
| 230 | Joni Mitchell                    | Blue                                                          | 1971  |
| 231 | Funkadelic                       | Maggot Brain                                                  | 1971  |
| 232 | Janis Joplin                     | Pearl                                                         | 1971  |
| 233 | Fela Kuti & Ginger Baker         | Live!                                                         | 1971  |
| 234 | Faces                            | A Nod Is As Good As a Wink... to a Blind Horse                | 1971  |
| 235 | The Flamin' Groovies             | Teenage Head                                                  | 1971  |
| 236 | Gene Clark                       | White Light                                                   | 1971  |
| 237 | John Prine                       | John Prine                                                    | 1971  |
| 238 | Harry Nilsson                    | Nilsson Schmilsson                                            | 1971  |
| 239 | T. Rex                           | Electric Warrior                                              | 1971  |
| 240 | David Bowie                      | Hunky Dory                                                    | 1971  |
| 241 | Randy Newman                     | Sail Away                                                     | 1972  |
| 242 | Deep Purple                      | Machine Head                                                  | 1972  |
| 243 | Big Star                         | #1 Record                                                     | 1972  |
| 244 | Black Sabbath                    | Vol. 4                                                        | 1972  |
| 245 | Steely Dan                       | Can't Buy a Thrill                                            | 1972  |
| 246 | Neil Young                       | Harvest                                                       | 1972  |
| 247 | Curtis Mayfield                  | Superfly                                                      | 1972  |
| 248 | Slade                            | Slayed?                                                       | 1972  |
| 249 | Deep Purple                      | Made in Japan                                                 | 1972  |
| 250 | Yes                              | Close to the Edge                                             | 1972  |
| 251 | Lou Reed                         | Transformer                                                   | 1972  |
| 252 | Hugh Masekela                    | Home Is Where the Music Is                                    | 1972  |
| 253 | Milton Nascimento & Lô Borges    | Clube da Esquina                                              | 1972  |
| 254 | Todd Rundgren                    | Something/Anything?                                           | 1972  |
| 255 | Nitty Gritty Dirt Band           | Will the Circle Be Unbroken                                   | 1972  |
| 256 | Stevie Wonder                    | Talking Book                                                  | 1972  |
| 257 | Stephen Stills                   | Manassas                                                      | 1972  |
| 258 | T. Rex                           | The Slider                                                    | 1972  |
| 259 | David Ackles                     | American Gothic                                               | 1972  |
| 260 | Eagles                           | The Eagles                                                    | 1972  |
| 261 | Tim Buckley                      | Greetings from L.A.                                           | 1972  |
| 262 | Nick Drake                       | Pink Moon                                                     | 1972  |
| 263 | Paul Simon                       | Paul Simon                                                    | 1972  |
| 264 | Roxy Music                       | Roxy Music                                                    | 1972  |
| 265 | Alice Cooper                     | School's Out                                                  | 1972  |
| 266 | The Temptations                  | All Directions                                                | 1972  |
| 267 | David Bowie                      | The Rise and Fall of Ziggy Stardust and the Spiders from Mars | 1972  |
| 268 | War                              | The World Is a Ghetto                                         | 1972  |
| 269 | Al Green                         | Let's Stay Together                                           | 1972  |
| 270 | The Rolling Stones               | Exile on Main St.                                             | 1972  |
| 271 | Lynyrd Skynyrd                   | (pronounced 'lĕh-'nérd 'skin-'nérd)                           | 1972  |
| 272 | Incredible Bongo Band            | Bongo Rock                                                    | 1973  |
| 273 | David Bowie                      | Aladdin Sane                                                  | 1973  |
| 274 | King Crimson                     | Larks' Tongues in Aspic                                       | 1973  |
| 275 | Bob Marley & the Wailers         | Catch a Fire                                                  | 1973  |
| 276 | Hawkwind                         | Space Ritual                                                  | 1973  |
| 277 | John Cale                        | Paris 1919                                                    | 1973  |
| 278 | Can                              | Future Days                                                   | 1973  |
| 279 | Lou Reed                         | Berlin                                                        | 1973  |
| 280 | Genesis                          | Selling England by the Pound                                  | 1973  |
| 281 | Marvin Gaye                      | Let's Get It On                                               | 1973  |
| 282 | John Martyn                      | Solid Air                                                     | 1973  |
| 283 | Roxy Music                       | For Your Pleasure                                             | 1973  |
| 284 | Faust                            | Faust IV                                                      | 1973  |
| 285 | Herbie Hancock                   | Head Hunters                                                  | 1973  |
| 286 | Mott the Hoople                  | Mott                                                          | 1973  |
| 287 | Mike Oldfield                    | Tubular Bells                                                 | 1973  |
| 288 | Todd Rundgren                    | A Wizard, a True Star                                         | 1973  |
| 289 | Elton John                       | Goodbye Yellow Brick Road                                     | 1973  |
| 290 | Steely Dan                       | Countdown to Ecstasy                                          | 1973  |
| 291 | Waylon Jennings                  | Honky Tonk Heroes                                             | 1973  |
| 292 | Pink Floyd                       | The Dark Side of the Moon                                     | 1973  |
| 293 | Stevie Wonder                    | Innervisions                                                  | 1973  |
| 294 | ZZ Top                           | Tres Hombres                                                  | 1973  |
| 295 | Paul McCartney & Wings           | Band on the Run                                               | 1973  |
| 296 | The Sensational Alex Harvey Band | Next                                                          | 1973  |
| 297 | Alice Cooper                     | Billion Dollar Babies                                         | 1973  |
| 298 | Iggy & the Stooges               | Raw Power                                                     | 1973  |
| 299 | The Isley Brothers               | 3 + 3                                                         | 1973  |
| 300 | The New York Dolls               | New York Dolls                                                | 1973  |
| 301 | Brian Eno                        | Here Come the Warm Jets                                       | 1974  |
| 302 | Bad Company                      | Bad Company                                                   | 1974  |
| 303 | Genesis                          | The Lamb Lies Down on Broadway                                | 1974  |
| 304 | Shuggie Otis                     | Inspiration Information                                       | 1974  |
| 305 | Stevie Wonder                    | Fulfillingness' First Finale                                  | 1974  |
| 306 | Eric Clapton                     | 461 Ocean Boulevard                                           | 1974  |
| 307 | Kraftwerk                        | Autobahn                                                      | 1974  |
| 308 | Van Morrison                     | It's Too Late to Stop Now                                     | 1974  |
| 309 | Joni Mitchell                    | Court and Spark                                               | 1974  |
| 310 | Queen                            | Queen II                                                      | 1974  |
| 311 | Roxy Music                       | Country Life                                                  | 1974  |
| 312 | Tangerine Dream                  | Phaedra                                                       | 1974  |
| 313 | Sparks                           | Kimono My House                                               | 1974  |
| 314 | Supertramp                       | Crime of the Century                                          | 1974  |
| 315 | Richard & Linda Thompson         | I Want to See the Bright Lights Tonight                       | 1974  |
| 316 | Gil Scott-Heron & Brian Jackson  | Winter in America                                             | 1974  |
| 317 | Queen                            | Sheer Heart Attack                                            | 1974  |
| 318 | 10cc                             | Sheet Music                                                   | 1974  |
| 319 | Neil Young                       | On the Beach                                                  | 1974  |
| 320 | George Jones                     | The Grand Tour                                                | 1974  |
| 321 | Gene Clark                       | No Other                                                      | 1974  |
| 322 | Steely Dan                       | Pretzel Logic                                                 | 1974  |
| 323 | Randy Newman                     | Good Old Boys                                                 | 1974  |
| 324 | Bob Marley & the Wailers         | Natty Dread                                                   | 1974  |
| 325 | Robert Wyatt                     | Rock Bottom                                                   | 1974  |
| 326 | Gram Parsons                     | Grievous Angel                                                | 1974  |
| 327 | Brian Eno                        | Another Green World                                           | 1975  |
| 328 | The Dictators                    | Go Girl Crazy!                                                | 1975  |
| 329 | Neu!                             | Neu! '75                                                      | 1975  |
| 330 | Led Zeppelin                     | Physical Graffiti                                             | 1975  |
| 331 | Keith Jarrett                    | The Köln Concert                                              | 1975  |
| 332 | Aerosmith                        | Toys in the Attic                                             | 1975  |
| 333 | David Bowie                      | Young Americans                                               | 1975  |
| 334 | Burning Spear                    | Marcus Garvey                                                 | 1975  |
| 335 | Bruce Springsteen                | Born to Run                                                   | 1975  |
| 336 | Emmylou Harris                   | Pieces of the Sky                                             | 1975  |
| 337 | Dion                             | Born to Be With You                                           | 1975  |
| 338 | Joni Mitchell                    | The Hissing of Summer Lawns                                   | 1975  |
| 339 | Tom Waits                        | Nighthawks At The Diner                                       | 1975  |
| 340 | Rahul Dev Burman                 | Shalimar                                                      | 1975  |
| 341 | Neil Young                       | Tonight's the Night                                           | 1975  |
| 342 | Bob Dylan                        | Blood on the Tracks                                           | 1975  |
| 343 | Patti Smith                      | Horses                                                        | 1975  |
| 344 | Pink Floyd                       | Wish You Were Here                                            | 1975  |
| 345 | Queen                            | A Night at the Opera                                          | 1975  |
| 346 | Willie Nelson                    | Red Headed Stranger                                           | 1975  |
| 347 | Earth, Wind and Fire             | That's the Way of the World                                   | 1975  |
| 348 | Curtis Mayfield                  | There's No Place Like America Today                           | 1975  |
| 349 | Tom Petty and the Heartbreakers  | Tom Petty and the Heartbreakers                               | 1976  |
| 350 | The Modern Lovers                | The Modern Lovers                                             | 1976  |
| 351 | David Bowie                      | Station to Station                                            | 1976  |
| 352 | Joni Mitchell                    | Hejira                                                        | 1976  |
| 353 | Boston                           | Boston                                                        | 1976  |
| 354 | Eagles                           | Hotel California                                              | 1976  |
| 355 | ABBA                             | Arrival                                                       | 1976  |
| 356 | Kiss                             | Destroyer                                                     | 1976  |
| 357 | Rush                             | 2112                                                          | 1976  |
| 358 | Jorge Ben Jor                    | África Brasil                                                 | 1976  |
| 359 | Joan Armatrading                 | Joan Armatrading                                              | 1976  |
| 360 | Aerosmith                        | Rocks                                                         | 1976  |
| 361 | Parliament                       | Mothership Connection                                         | 1976  |
| 362 | Penguin Cafe Orchestra           | Music from the Penguin Cafe                                   | 1976  |
| 363 | Jean-Michel Jarre                | Oxygène                                                       | 1976  |
| 364 | Ramones                          | Ramones                                                       | 1976  |
| 365 | Fela Kuti                        | Zombie                                                        | 1976  |
| 366 | Peter Tosh                       | Legalize It                                                   | 1976  |
| 367 | Stevie Wonder                    | Songs in the Key of Life                                      | 1976  |
| 368 | Peter Frampton                   | Frampton Comes Alive!                                         | 1976  |
| 369 | Brian Eno                        | Before and After Science                                      | 1977  |
| 370 | Kraftwerk                        | Trans-Europe Express                                          | 1977  |
| 371 | Billy Joel                       | The Stranger                                                  | 1977  |
| 372 | Bob Marley & the Wailers         | Exodus                                                        | 1977  |
| 373 | Electric Light Orchestra         | Out of the Blue                                               | 1977  |
| 374 | Weather Report                   | Heavy Weather                                                 | 1977  |
| 375 | Muddy Waters                     | Hard Again                                                    | 1977  |
| 376 | The Stranglers                   | Rattus Norvegicus                                             | 1977  |
| 377 | The Clash                        | The Clash                                                     | 1977  |
| 378 | David Bowie                      | Low                                                           | 1977  |
| 379 | Steely Dan                       | Aja                                                           | 1977  |
| 380 | Wire                             | Pink Flag                                                     | 1977  |
| 381 | John Martyn                      | One World                                                     | 1977  |
| 382 | Talking Heads                    | Talking Heads: 77                                             | 1977  |
| 383 | Fleetwood Mac                    | Rumours                                                       | 1977  |
| 384 | David Bowie                      | "Heroes"                                                      | 1977  |
| 385 | Dennis Wilson                    | Pacific Ocean Blue                                            | 1977  |
| 386 | Suicide                          | Suicide                                                       | 1977  |
| 387 | Iggy Pop                         | The Idiot                                                     | 1977  |
| 388 | Peter Gabriel                    | Peter Gabriel                                                 | 1977  |
| 389 | Television                       | Marquee Moon                                                  | 1977  |
| 390 | Meat Loaf                        | Bat Out of Hell                                               | 1977  |
| 391 | Elvis Costello                   | My Aim Is True                                                | 1977  |
| 392 | Iggy Pop                         | Lust for Life                                                 | 1977  |
| 393 | Ian Dury                         | New Boots and Panties!!                                       | 1977  |
| 394 | Sex Pistols                      | Never Mind the Bollocks, Here's the Sex Pistols               | 1977  |
| 395 | Pere Ubu                         | The Modern Dance                                              | 1978  |
| 396 | Kraftwerk                        | The Man-Machine                                               | 1978  |
| 397 | Blondie                          | Parallel Lines                                                | 1978  |
| 398 | Elis Regina                      | Vento de Maio                                                 | 1978  |
| 399 | Pere Ubu                         | Dub Housing                                                   | 1978  |
| 400 | The Only Ones                    | The Only Ones                                                 | 1978  |
| 401 | Elvis Costello                   | This Year's Model                                             | 1978  |
| 402 | The Jam                          | All Mod Cons                                                  | 1978  |
| 403 | Joe Ely                          | Honky Tonk Masquerade                                         | 1978  |
| 404 | The Adverts                      | Crossing the Red Sea with The Adverts                         | 1978  |
| 405 | Big Star                         | Third/Sister Lovers                                           | 1978  |
| 406 | The Residents                    | Duck Stab/Buster & Glen                                       | 1978  |
| 407 | Public Image Limited             | First Issue                                                   | 1978  |
| 408 | Magazine                         | Real Life                                                     | 1978  |
| 409 | Bruce Springsteen                | Darkness on the Edge of Town                                  | 1978  |
| 410 | Funkadelic                       | One Nation Under a Groove                                     | 1978  |
| 411 | Throbbing Gristle                | D.o.A: The Third and Final Report                             | 1978  |
| 412 | Thin Lizzy                       | Live and Dangerous                                            | 1978  |
| 413 | Talking Heads                    | More Songs About Buildings and Food                           | 1978  |
| 414 | Buzzcocks                        | Another Music in a Different Kitchen                          | 1978  |
| 415 | Van Halen                        | Van Halen                                                     | 1978  |
| 416 | Willie Colón & Rubén Blades      | Siembra                                                       | 1978  |
| 417 | The Cars                         | The Cars                                                      | 1978  |
| 418 | Devo                             | Q: Are We Not Men? A: We Are Devo!                            | 1978  |
| 419 | Dire Straits                     | Dire Straits                                                  | 1978  |
| 420 | The Saints                       | Eternally Yours                                               | 1978  |
| 421 | Marvin Gaye                      | Here, My Dear                                                 | 1978  |
| 422 | Willie Nelson                    | Stardust                                                      | 1978  |
| 423 | Chic                             | C'est chic                                                    | 1978  |
| 424 | X-Ray Spex                       | Germ Free Adolescents                                         | 1978  |
| 425 | Brian Eno                        | Ambient 1: Music for Airports                                 | 1978  |
| 426 | Siouxsie and the Banshees        | The Scream                                                    | 1978  |
| 427 | AC/DC                            | Highway to Hell                                               | 1979  |
| 428 | Sister Sledge                    | We Are Family                                                 | 1979  |
| 429 | The Crusaders                    | Street Life                                                   | 1979  |
| 430 | The Germs                        | (GI)                                                          | 1979  |
| 431 | The B-52's                       | The B-52's                                                    | 1979  |
| 432 | Holger Czukay                    | Movies                                                        | 1979  |
| 433 | The Police                       | Reggatta de Blanc                                             | 1979  |
| 434 | The Fall                         | Live at the Witch Trials                                      | 1979  |
| 435 | Talking Heads                    | Fear of Music                                                 | 1979  |
| 436 | Joy Division                     | Unknown Pleasures                                             | 1979  |
| 437 | Chic                             | Risqué                                                        | 1979  |
| 438 | The Undertones                   | The Undertones                                                | 1979  |
| 439 | The Clash                        | London Calling                                                | 1979  |
| 440 | Japan                            | Quiet Life                                                    | 1979  |
| 441 | Marianne Faithfull               | Broken English                                                | 1979  |
| 442 | The Slits                        | Cut                                                           | 1979  |
| 443 | Elvis Costello                   | Armed Forces                                                  | 1979  |
| 444 | Neil Young                       | Rust Never Sleeps                                             | 1979  |
| 445 | Gang of Four                     | Entertainment!                                                | 1979  |
| 446 | Cheap Trick                      | Cheap Trick at Budokan                                        | 1979  |
| 447 | Fleetwood Mac                    | Tusk                                                          | 1979  |
| 448 | Pink Floyd                       | The Wall                                                      | 1979  |
| 449 | Public Image Limited             | Metal Box                                                     | 1979  |
| 450 | Michael Jackson                  | Off the Wall                                                  | 1979  |
| 451 | The Damned                       | Machine Gun Etiquette                                         | 1979  |
| 452 | Gary Numan                       | The Pleasure Principle                                        | 1979  |
| 453 | The Specials                     | Specials                                                      | 1979  |

### Années 1980
|     | Artiste(s)                                        | Titre                                                      | Année |
| --- | ------------------------------------------------- | ---------------------------------------------------------- | ----- |
| 454 | Adam and the Ants                                 | Kings of the Wild Frontier                                 | 1980  |
| 455 | Dexys Midnight Runners                            | Searching for the Young Soul Rebels                        | 1980  |
| 456 | AC/DC                                             | Back in Black                                              | 1980  |
| 457 | The Cramps                                        | Songs the Lord Taught Us                                   | 1980  |
| 458 | Dead Kennedys                                     | Fresh Fruit for Rotting Vegetables                         | 1980  |
| 459 | Peter Gabriel                                     | Peter Gabriel                                              | 1980  |
| 460 | The Soft Boys                                     | Underwater Moonlight                                       | 1980  |
| 461 | The Cure                                          | Seventeen Seconds                                          | 1980  |
| 462 | Echo & the Bunnymen                               | Crocodiles                                                 | 1980  |
| 463 | Motörhead                                         | Ace of Spades                                              | 1980  |
| 464 | Killing Joke                                      | Killing Joke                                               | 1980  |
| 465 | Judas Priest                                      | British Steel                                              | 1980  |
| 466 | Circle Jerks                                      | Group Sex                                                  | 1980  |
| 467 | Talking Heads                                     | Remain in Light                                            | 1980  |
| 468 | Joy Division                                      | Closer                                                     | 1980  |
| 469 | Iron Maiden                                       | Iron Maiden                                                | 1980  |
| 470 | The Undertones                                    | Hypnotised                                                 | 1980  |
| 471 | The Jam                                           | Sound Affects                                              | 1980  |
| 472 | Tom Waits                                         | Heartattack and Vine                                       | 1980  |
| 473 | UB40                                              | Signing Off                                                | 1980  |
| 474 | The Teardrop Explodes                             | Kilimanjaro                                                | 1980  |
| 475 | The Specials                                      | More Specials                                              | 1980  |
| 476 | Steve Winwood                                     | Arc of a Diver                                             | 1980  |
| 477 | The Pretenders                                    | Pretenders                                                 | 1980  |
| 478 | Einstürzende Neubauten                            | Kollaps                                                    | 1981  |
| 479 | Siouxsie and the Banshees                         | Juju                                                       | 1981  |
| 480 | Heaven 17                                         | Penthouse and Pavement                                     | 1981  |
| 481 | The Go-Go's                                       | Beauty and the Beat                                        | 1981  |
| 482 | Motörhead                                         | No Sleep 'til Hammersmith                                  | 1981  |
| 483 | Soft Cell                                         | Non-Stop Erotic Cabaret                                    | 1981  |
| 484 | Orchestral Manoeuvres in the Dark                 | Architecture & Morality                                    | 1981  |
| 485 | Brian Eno & David Byrne                           | My Life in the Bush of Ghosts                              | 1981  |
| 486 | Black Flag                                        | Damaged                                                    | 1981  |
| 487 | X                                                 | Wild Gift                                                  | 1981  |
| 488 | The Psychedelic Furs                              | Talk Talk Talk                                             | 1981  |
| 489 | The Human League                                  | Dare                                                       | 1981  |
| 490 | The Gun Club                                      | Fire of Love                                               | 1981  |
| 491 | Bauhaus                                           | Mask                                                       | 1981  |
| 492 | Bobby Womack                                      | The Poet                                                   | 1981  |
| 493 | Tom Tom Club                                      | Tom Tom Club                                               | 1981  |
| 494 | Rush                                              | Moving Pictures                                            | 1981  |
| 495 | ABBA                                              | The Visitors                                               | 1981  |
| 496 | ABC                                               | The Lexicon of Love                                        | 1982  |
| 497 | Prince                                            | 1999                                                       | 1982  |
| 498 | Grandmaster Flash & the Furious Five              | The Message                                                | 1982  |
| 499 | Elvis Costello                                    | Imperial Bedroom                                           | 1982  |
| 500 | The Cure                                          | Pornography                                                | 1982  |
| 501 | Dexys Midnight Runners                            | Too-Rye-Ay                                                 | 1982  |
| 502 | Simple Minds                                      | New Gold Dream (81,82,83,84)                               | 1982  |
| 503 | Madness                                           | The Rise and Fall                                          | 1982  |
| 504 | Donald Fagen                                      | The Nightfly                                               | 1982  |
| 505 | Haircut One Hundred                               | Pelican West                                               | 1982  |
| 506 | Kate Bush                                         | The Dreaming                                               | 1982  |
| 507 | Orange Juice                                      | Rip It Up                                                  | 1982  |
| 508 | Michael Jackson                                   | Thriller                                                   | 1982  |
| 509 | The Birthday Party                                | Junkyard                                                   | 1982  |
| 510 | Venom                                             | Black Metal                                                | 1982  |
| 511 | Bruce Springsteen                                 | Nebraska                                                   | 1982  |
| 512 | Associates                                        | Sulk                                                       | 1982  |
| 513 | Iron Maiden                                       | The Number of the Beast                                    | 1982  |
| 514 | Duran Duran                                       | Rio                                                        | 1982  |
| 515 | Violent Femmes                                    | Violent Femmes                                             | 1982  |
| 516 | Malcolm McLaren                                   | Duck Rock                                                  | 1983  |
| 517 | Def Leppard                                       | Pyromania                                                  | 1983  |
| 518 | R.E.M.                                            | Murmur                                                     | 1983  |
| 519 | The The                                           | Soul Mining                                                | 1983  |
| 520 | Tom Waits                                         | Swordfishtrombones                                         | 1983  |
| 521 | The Blue Nile                                     | A Walk Across the Rooftops                                 | 1983  |
| 522 | Hanoi Rocks                                       | Back to Mystery City                                       | 1983  |
| 523 | Cyndi Lauper                                      | She's So Unusual                                           | 1983  |
| 524 | Paul Simon                                        | Hearts and Bones                                           | 1983  |
| 525 | Echo & the Bunnymen                               | Porcupine                                                  | 1983  |
| 526 | ZZ Top                                            | Eliminator                                                 | 1983  |
| 527 | Eurythmics                                        | Sweet Dreams (Are Made of This) (album)                    | 1983  |
| 528 | U2                                                | War                                                        | 1983  |
| 529 | The Police                                        | Synchronicity                                              | 1983  |
| 530 | Meat Puppets                                      | Meat Puppets II                                            | 1983  |
| 531 | Culture Club                                      | Colour by Numbers                                          | 1983  |
| 532 | Frankie Goes to Hollywood                         | Welcome to the Pleasuredome                                | 1984  |
| 533 | Run–D.M.C.                                        | Run–D.M.C.                                                 | 1984  |
| 534 | Sade                                              | Diamond Life                                               | 1984  |
| 535 | Cocteau Twins                                     | Treasure                                                   | 1984  |
| 536 | Minor Threat                                      | Out of Step                                                | 1984  |
| 537 | Van Halen                                         | 1984                                                       | 1984  |
| 538 | Prince                                            | Purple Rain                                                | 1984  |
| 539 | The Replacements                                  | Let It Be                                                  | 1984  |
| 540 | The Style Council                                 | Café Bleu                                                  | 1984  |
| 541 | Tina Turner                                       | Private Dancer                                             | 1984  |
| 542 | Echo & the Bunnymen                               | Ocean Rain                                                 | 1984  |
| 543 | Minutemen                                         | Double Nickels on the Dime                                 | 1984  |
| 544 | Lloyd Cole and the Commotions                     | Rattlesnakes                                               | 1984  |
| 545 | Youssou N'Dour                                    | Immigrés                                                   | 1984  |
| 546 | Bruce Springsteen                                 | Born in the U.S.A.                                         | 1984  |
| 547 | The Fall                                          | This Nation's Saving Grace                                 | 1985  |
| 548 | Abdullah Ibrahim                                  | Water from an Ancient Well                                 | 1985  |
| 549 | a-ha                                              | Hunting High and Low                                       | 1985  |
| 550 | Tears for Fears                                   | Songs from the Big Chair                                   | 1985  |
| 551 | Dire Straits                                      | Brothers in Arms                                           | 1985  |
| 552 | Prefab Sprout                                     | Steve McQueen (ou Two Wheels Good)                         | 1985  |
| 553 | The Mekons                                        | Fear and Whiskey                                           | 1985  |
| 554 | Big Black                                         | Atomizer                                                   | 1985  |
| 555 | Suzanne Vega                                      | Suzanne Vega                                               | 1985  |
| 556 | The Pogues                                        | Rum, Sodomy, and the Lash                                  | 1985  |
| 557 | Kate Bush                                         | Hounds of Love                                             | 1985  |
| 558 | The Smiths                                        | Meat Is Murder                                             | 1985  |
| 559 | Tom Waits                                         | Rain Dogs                                                  | 1985  |
| 560 | The Jesus and Mary Chain                          | Psychocandy                                                | 1985  |
| 561 | New Order                                         | Low-Life                                                   | 1985  |
| 562 | Simply Red                                        | Picture Book                                               | 1985  |
| 563 | Dexys Midnight Runners                            | Don't Stand Me Down                                        | 1985  |
| 564 | Scritti Politti                                   | Cupid & Psyche 85                                          | 1985  |
| 565 | Elvis Costello                                    | Blood and Chocolate                                        | 1986  |
| 566 | Afrika Bambaataa & the Soulsonic Force            | Planet Rock: The Album                                     | 1986  |
| 567 | Beastie Boys                                      | Licensed to Ill                                            | 1986  |
| 568 | Metallica                                         | Master of Puppets                                          | 1986  |
| 569 | The The                                           | Infected                                                   | 1986  |
| 570 | Nanci Griffith                                    | The Last of the True Believers                             | 1986  |
| 571 | Billy Bragg                                       | Talking with the Taxman about Poetry                       | 1986  |
| 572 | Talk Talk                                         | The Colour of Spring                                       | 1986  |
| 573 | Megadeth                                          | Peace Sells... but Who's Buying?                           | 1986  |
| 574 | Bon Jovi                                          | Slippery When Wet                                          | 1986  |
| 575 | Sonic Youth                                       | Evol                                                       | 1986  |
| 576 | Slayer                                            | Reign in Blood                                             | 1986  |
| 577 | Throwing Muses                                    | Throwing Muses                                             | 1986  |
| 578 | Paul Simon                                        | Graceland                                                  | 1986  |
| 579 | Run–D.M.C.                                        | Raising Hell                                               | 1986  |
| 580 | XTC                                               | Skylarking                                                 | 1986  |
| 581 | Steve Earle                                       | Guitar Town                                                | 1986  |
| 582 | Bad Brains                                        | I Against I                                                | 1986  |
| 583 | Anita Baker                                       | Rapture                                                    | 1986  |
| 584 | The Smiths                                        | The Queen Is Dead                                          | 1986  |
| 585 | Peter Gabriel                                     | So                                                         | 1986  |
| 586 | Anthrax                                           | Among the Living                                           | 1987  |
| 587 | Dinosaur Jr.                                      | You're Living All Over Me                                  | 1987  |
| 588 | Dolly Parton with Linda Ronstadt & Emmylou Harris | Trio                                                       | 1987  |
| 589 | Def Leppard                                       | Hysteria                                                   | 1987  |
| 590 | R.E.M.                                            | Document                                                   | 1987  |
| 591 | Prince                                            | Sign o' the Times                                          | 1987  |
| 592 | The Cult                                          | Electric                                                   | 1987  |
| 593 | Depeche Mode                                      | Music for the Masses                                       | 1987  |
| 594 | The Sisters of Mercy                              | Floodland                                                  | 1987  |
| 595 | George Michael                                    | Faith                                                      | 1987  |
| 596 | Hüsker Dü                                         | Warehouse: Songs and Stories                               | 1987  |
| 597 | Butthole Surfers                                  | Locust Abortion Technician                                 | 1987  |
| 598 | Astor Piazzolla & Gary Burton                     | The New Tango                                              | 1987  |
| 599 | The Smiths                                        | Strangeways, Here We Come                                  | 1987  |
| 600 | Guns N' Roses                                     | Appetite for Destruction                                   | 1987  |
| 601 | The Jesus and Mary Chain                          | Darklands                                                  | 1987  |
| 602 | Ladysmith Black Mambazo                           | Shaka Zulu                                                 | 1987  |
| 603 | Laibach                                           | Opus Dei                                                   | 1987  |
| 604 | Napalm Death                                      | Scum                                                       | 1987  |
| 605 | Sonic Youth                                       | Sister                                                     | 1987  |
| 606 | The Triffids                                      | Calenture                                                  | 1987  |
| 607 | Michael Jackson                                   | Bad                                                        | 1987  |
| 608 | Pet Shop Boys                                     | Actually                                                   | 1987  |
| 609 | U2                                                | The Joshua Tree                                            | 1987  |
| 610 | Terence Trent D'Arby                              | Introducing the Hardline According to Terence Trent D'Arby | 1987  |
| 611 | The Pogues                                        | If I Should Fall from Grace with God                       | 1988  |
| 612 | Leonard Cohen                                     | I'm Your Man                                               | 1988  |
| 613 | The Waterboys                                     | Fisherman's Blues                                          | 1988  |
| 614 | Fishbone                                          | Truth and Soul                                             | 1988  |
| 615 | Everything but the Girl                           | Idlewild                                                   | 1988  |
| 616 | Living Colour                                     | Vivid                                                      | 1988  |
| 617 | Mudhoney                                          | Superfuzz Bigmuff                                          | 1988  |
| 618 | R.E.M.                                            | Green                                                      | 1988  |
| 619 | Happy Mondays                                     | Bummed                                                     | 1988  |
| 620 | The Go-Betweens                                   | 16 Lovers Lane                                             | 1988  |
| 621 | Cowboy Junkies                                    | The Trinity Session                                        | 1988  |
| 622 | Tracy Chapman                                     | Tracy Chapman                                              | 1988  |
| 623 | My Bloody Valentine                               | Isn't Anything                                             | 1988  |
| 624 | Pixies                                            | Surfer Rosa                                                | 1988  |
| 625 | Metallica                                         | ...And Justice for All                                     | 1988  |
| 626 | Dinosaur Jr.                                      | Bug                                                        | 1988  |
| 627 | Dagmar Krause                                     | Tank Battles                                               | 1988  |
| 628 | k.d. lang                                         | Shadowland                                                 | 1988  |
| 629 | American Music Club                               | California                                                 | 1988  |
| 630 | Morrissey                                         | Viva Hate                                                  | 1988  |
| 631 | Sonic Youth                                       | Daydream Nation                                            | 1988  |
| 632 | The Sugarcubes                                    | Life's Too Good                                            | 1988  |
| 633 | Dwight Yoakam                                     | Buenas Noches From a Lonely Room                           | 1988  |
| 634 | Jane's Addiction                                  | Nothing's Shocking                                         | 1988  |
| 635 | Public Enemy                                      | It Takes a Nation of Millions to Hold Us Back              | 1988  |
| 636 | Faith No More                                     | The Real Thing                                             | 1989  |
| 637 | Lenny Kravitz                                     | Let Love Rule                                              | 1989  |
| 638 | John Lee Hooker                                   | The Healer                                                 | 1989  |
| 639 | New Order                                         | Technique                                                  | 1989  |
| 640 | Madonna                                           | Like a Prayer                                              | 1989  |
| 641 | Queen Latifah                                     | All Hail the Queen                                         | 1989  |
| 642 | Spacemen 3                                        | Playing with Fire                                          | 1989  |
| 643 | Firehose                                          | Fromohio                                                   | 1989  |
| 644 | Beastie Boys                                      | Paul's Boutique                                            | 1989  |
| 645 | The Young Gods                                    | L'Eau rouge                                                | 1989  |
| 646 | John Zorn                                         | Spy vs Spy                                                 | 1989  |
| 647 | The Stone Roses                                   | The Stone Roses                                            | 1989  |
| 648 | Neneh Cherry                                      | Raw Like Sushi                                             | 1989  |
| 649 | Baaba Maal & Mansour Seck                         | Djam Leelii                                                | 1989  |
| 650 | Kate Bush                                         | The Sensual World                                          | 1989  |
| 651 | The Cure                                          | Disintegration                                             | 1989  |
| 652 | 808 State                                         | 808:90                                                     | 1989  |
| 653 | Coldcut                                           | What's That Noise?                                         | 1989  |
| 654 | Barry Adamson                                     | Moss Side Story                                            | 1989  |
| 655 | Aerosmith                                         | Pump                                                       | 1989  |
| 656 | Pixies                                            | Doolittle                                                  | 1989  |
| 657 | Bonnie Raitt                                      | Nick of Time                                               | 1989  |
| 658 | Fugazi                                            | Repeater                                                   | 1989  |
| 659 | Soul II Soul                                      | Club Classics Vol. One                                     | 1989  |
| 660 | De La Soul                                        | 3 Feet High and Rising                                     | 1989  |
| 661 | Janet Jackson                                     | Rhythm Nation 1814                                         | 1989  |
| 662 | Jungle Brothers                                   | Done by the Forces of Nature                               | 1989  |
| 663 | NWA                                               | Straight Outta Compton                                     | 1989  |

### Années 1990
|     | Artiste(s)                          | Titre                                                                           | Année |
| --- | ----------------------------------- | ------------------------------------------------------------------------------- | ----- |
| 664 | Cocteau Twins                       | Heaven or Las Vegas                                                             | 1990  |
| 665 | The Shamen                          | En Tact                                                                         | 1990  |
| 666 | Deee-Lite                           | World Clique                                                                    | 1990  |
| 667 | The La's                            | The La's                                                                        | 1990  |
| 668 | The Black Crowes                    | Shake Your Money Maker                                                          | 1990  |
| 669 | Depeche Mode                        | Violator                                                                        | 1990  |
| 670 | Pixies                              | Bossanova                                                                       | 1990  |
| 671 | Megadeth                            | Rust in Peace                                                                   | 1990  |
| 672 | Digital Underground                 | Sex Packets                                                                     | 1990  |
| 673 | Pet Shop Boys                       | Behaviour                                                                       | 1990  |
| 674 | Happy Mondays                       | Pills 'n' Thrills and Bellyaches                                                | 1990  |
| 675 | George Michael                      | Listen Without Prejudice, Vol. 1                                                | 1990  |
| 676 | Neil Young                          | Ragged Glory                                                                    | 1990  |
| 677 | Ice Cube                            | AmeriKKKa's Most Wanted                                                         | 1990  |
| 678 | Jane's Addiction                    | Ritual de lo Habitual                                                           | 1990  |
| 679 | LL Cool J                           | Mama Said Knock You Out                                                         | 1990  |
| 680 | Public Enemy                        | Fear of a Black Planet                                                          | 1990  |
| 681 | Sinéad O'Connor                     | I Do Not Want What I Haven't Got                                                | 1990  |
| 682 | A Tribe Called Quest                | People's Instinctive Travels and the Paths of Rhythm                            | 1990  |
| 683 | Sonic Youth                         | Goo                                                                             | 1990  |
| 684 | Ride                                | Nowhere                                                                         | 1990  |
| 685 | My Bloody Valentine                 | Loveless                                                                        | 1991  |
| 686 | Nirvana                             | Nevermind                                                                       | 1991  |
| 687 | Crowded House                       | Woodface                                                                        | 1991  |
| 688 | Cypress Hill                        | Cypress Hill                                                                    | 1991  |
| 689 | Julian Cope                         | Peggy Suicide                                                                   | 1991  |
| 690 | Gang Starr                          | Step in the Arena                                                               | 1991  |
| 691 | MC Solaar                           | Qui sème le vent récolte le tempo                                               | 1991  |
| 692 | Jah Wobble                          | Rising Above Bedlam                                                             | 1991  |
| 693 | Red Hot Chili Peppers               | Blood Sugar Sex Magik                                                           | 1991  |
| 694 | Ice-T                               | O.G. Original Gangster                                                          | 1991  |
| 695 | Mudhoney                            | Every Good Boy Deserves Fudge                                                   | 1991  |
| 696 | Public Enemy                        | Apocalypse 91... The Enemy Strikes Black                                        | 1991  |
| 697 | A Tribe Called Quest                | The Low End Theory                                                              | 1991  |
| 698 | Pearl Jam                           | Ten                                                                             | 1991  |
| 699 | Saint Etienne                       | Foxbase Alpha                                                                   | 1991  |
| 700 | Sepultura                           | Arise                                                                           | 1991  |
| 701 | Slint                               | Spiderland                                                                      | 1991  |
| 702 | U2                                  | Achtung Baby                                                                    | 1991  |
| 703 | The KLF                             | The White Room                                                                  | 1991  |
| 704 | Massive Attack                      | Blue Lines                                                                      | 1991  |
| 705 | Primal Scream                       | Screamadelica                                                                   | 1991  |
| 706 | Teenage Fanclub                     | Bandwagonesque                                                                  | 1991  |
| 707 | Metallica                           | Metallica (surnommé Black Album)                                                | 1991  |
| 708 | Pavement                            | Slanted and Enchanted                                                           | 1992  |
| 709 | Aphex Twin                          | Selected Ambient Works 85-92                                                    | 1992  |
| 710 | Arrested Development                | 3 Years, 5 Months & 2 Days in the Life Of...                                    | 1992  |
| 711 | Koffi Olomidé                       | Haut de gamme/Koweït, rive gauche                                               | 1992  |
| 712 | Morrissey                           | Your Arsenal                                                                    | 1992  |
| 713 | Baaba Maal                          | Lam Toro                                                                        | 1992  |
| 714 | The Lemonheads                      | It's a Shame About Ray                                                          | 1992  |
| 715 | Rage Against the Machine            | Rage Against the Machine                                                        | 1992  |
| 716 | The Disposable Heroes of Hiphoprisy | Hypocrisy Is the Greatest Luxury                                                | 1992  |
| 717 | k.d. lang                           | Ingénue                                                                         | 1992  |
| 718 | Dr. Dre                             | The Chronic                                                                     | 1992  |
| 719 | R.E.M.                              | Automatic for the People                                                        | 1992  |
| 720 | The Pharcyde                        | Bizarre Ride II the Pharcyde                                                    | 1992  |
| 721 | Spiritualized                       | Lazer Guided Melodies                                                           | 1992  |
| 722 | Sugar                               | Copper Blue                                                                     | 1992  |
| 723 | Tom Waits                           | Bone Machine                                                                    | 1992  |
| 724 | Sonic Youth                         | Dirty                                                                           | 1992  |
| 725 | Stereo MCs                          | Connected                                                                       | 1992  |
| 726 | Ministry                            | Psalm 69: The Way to Succeed and the Way to Suck Eggs                           | 1992  |
| 727 | Tori Amos                           | Little Earthquakes                                                              | 1992  |
| 728 | Ice Cube                            | The Predator                                                                    | 1992  |
| 729 | Pantera                             | Vulgar Display of Power                                                         | 1992  |
| 730 | Alice in Chains                     | Dirt                                                                            | 1992  |
| 731 | Nick Cave and the Bad Seeds         | Henry's Dream                                                                   | 1992  |
| 732 | Nusrat Fateh Ali Khan               | Devotional Songs                                                                | 1992  |
| 733 | PJ Harvey                           | Dry                                                                             | 1992  |
| 734 | Suede                               | Suede                                                                           | 1993  |
| 735 | Paul Weller                         | Wild Wood                                                                       | 1993  |
| 736 | The Smashing Pumpkins               | Siamese Dream                                                                   | 1993  |
| 737 | The Auteurs                         | New Wave                                                                        | 1993  |
| 738 | Liz Phair                           | Exile in Guyville                                                               | 1993  |
| 739 | The Afghan Whigs                    | Gentlemen                                                                       | 1993  |
| 740 | Aimee Mann                          | Whatever                                                                        | 1993  |
| 741 | Grant Lee Buffalo                   | Fuzzy                                                                           | 1993  |
| 742 | Nirvana                             | In Utero                                                                        | 1993  |
| 743 | Jamiroquai                          | Emergency on Planet Earth                                                       | 1993  |
| 744 | Pet Shop Boys                       | Very                                                                            | 1993  |
| 745 | PJ Harvey                           | Rid of Me                                                                       | 1993  |
| 746 | Blur                                | Modern Life is Rubbish                                                          | 1993  |
| 747 | Sheryl Crow                         | Tuesday Night Music Club                                                        | 1993  |
| 748 | The Fall                            | The Infotainment Scan                                                           | 1993  |
| 749 | Wu-Tang Clan                        | Enter the Wu-Tang (36 Chambers)                                                 | 1993  |
| 750 | Björk                               | Debut                                                                           | 1993  |
| 751 | Orbital                             | Orbital 2 (surnommé Brown Album)                                                | 1993  |
| 752 | Snoop Doggy Dogg                    | Doggystyle                                                                      | 1993  |
| 753 | Sebadoh                             | Bubble and Scrape                                                               | 1993  |
| 754 | The Boo Radleys                     | Giant Steps                                                                     | 1993  |
| 755 | William Orbit                       | Strange Cargo III                                                               | 1993  |
| 756 | Girls Against Boys                  | Venus Luxure No.1 Baby                                                          | 1993  |
| 757 | Method Man                          | Tical                                                                           | 1994  |
| 758 | Frank Black                         | Teenager of the Year                                                            | 1994  |
| 759 | Jeru the Damaja                     | The Sun Rises in the East                                                       | 1994  |
| 760 | Pavement                            | Crooked Rain, Crooked Rain                                                      | 1994  |
| 761 | Portishead                          | Dummy                                                                           | 1994  |
| 762 | The Sabres of Paradise              | Haunted Dancehall                                                               | 1994  |
| 763 | Nas                                 | Illmatic                                                                        | 1994  |
| 764 | Beastie Boys                        | Ill Communication                                                               | 1994  |
| 765 | Elvis Costello                      | Brutal Youth                                                                    | 1994  |
| 766 | Morrissey                           | Vauxhall and I                                                                  | 1994  |
| 767 | TLC                                 | CrazySexyCool                                                                   | 1994  |
| 768 | Oasis                               | Definitely Maybe                                                                | 1994  |
| 769 | Soundgarden                         | Superunknown                                                                    | 1994  |
| 770 | The Offspring                       | Smash                                                                           | 1994  |
| 771 | Drive Like Jehu                     | Yank Crime                                                                      | 1994  |
| 772 | Blur                                | Parklife                                                                        | 1994  |
| 773 | G. Love and Special Sauce           | G. Love and Special Sauce                                                       | 1994  |
| 774 | Ali Farka Touré                     | Talking Timbuktu                                                                | 1994  |
| 775 | Hole                                | Live Through This                                                               | 1994  |
| 776 | Massive Attack                      | Protection                                                                      | 1994  |
| 777 | Manic Street Preachers              | The Holy Bible                                                                  | 1994  |
| 778 | Suede                               | Dog Man Star                                                                    | 1994  |
| 779 | The Notorious B.I.G.                | Ready to Die                                                                    | 1994  |
| 780 | Jeff Buckley                        | Grace                                                                           | 1994  |
| 781 | Orbital                             | Snivilisation                                                                   | 1994  |
| 782 | Nirvana                             | MTV Unplugged in New York                                                       | 1994  |
| 783 | Nine Inch Nails                     | The Downward Spiral                                                             | 1994  |
| 784 | The Prodigy                         | Music for the Jilted Generation                                                 | 1994  |
| 785 | Green Day                           | Dookie                                                                          | 1994  |
| 786 | Foo Fighters                        | Foo Fighters                                                                    | 1995  |
| 787 | Garbage                             | Garbage                                                                         | 1995  |
| 788 | Nightmares on Wax                   | Smokers Delight                                                                 | 1995  |
| 789 | Tricky                              | Maxinquaye                                                                      | 1995  |
| 790 | Raekwon                             | Only Built 4 Cuban Linx…                                                        | 1995  |
| 791 | The Smashing Pumpkins               | Mellon Collie and the Infinite Sadness                                          | 1995  |
| 792 | Rocket from the Crypt               | Scream, Dracula, Scream!                                                        | 1995  |
| 793 | The Chemical Brothers               | Exit Planet Dust                                                                | 1995  |
| 794 | 2Pac                                | Me Against the World                                                            | 1995  |
| 795 | Elastica                            | Elastica                                                                        | 1995  |
| 796 | Supergrass                          | I Should Coco                                                                   | 1995  |
| 797 | Radiohead                           | The Bends                                                                       | 1995  |
| 798 | Guided by Voices                    | Alien Lanes                                                                     | 1995  |
| 799 | Femi Kuti                           | Femi Kuti                                                                       | 1995  |
| 800 | The Verve                           | A Northern Soul                                                                 | 1995  |
| 801 | Genius / GZA                        | Liquid Swords                                                                   | 1995  |
| 802 | Pulp                                | Different Class                                                                 | 1995  |
| 803 | Leftfield                           | Leftism                                                                         | 1995  |
| 804 | D'Angelo                            | Brown Sugar                                                                     | 1995  |
| 805 | Oasis                               | (What's the Story) Morning Glory?                                               | 1995  |
| 806 | Goldie                              | Timeless                                                                        | 1995  |
| 807 | Alanis Morissette                   | Jagged Little Pill                                                              | 1995  |
| 808 | Screaming Trees                     | Dust                                                                            | 1996  |
| 809 | Super Furry Animals                 | Fuzzy Logic                                                                     | 1996  |
| 810 | Fatboy Slim                         | Better Living Through Chemistry                                                 | 1996  |
| 811 | Dr Octagon                          | Dr. Octagonecologyst                                                            | 1996  |
| 812 | Stereolab                           | Emperor Tomato Ketchup                                                          | 1996  |
| 813 | Tortoise                            | Millions Now Living Will Never Die                                              | 1996  |
| 814 | Beck                                | Odelay                                                                          | 1996  |
| 815 | Belle and Sebastian                 | Tigermilk                                                                       | 1996  |
| 816 | DJ Shadow                           | Endtroducing.....                                                               | 1996  |
| 817 | Eels                                | Beautiful Freak                                                                 | 1996  |
| 818 | The Divine Comedy                   | Casanova                                                                        | 1996  |
| 819 | Fiona Apple                         | Tidal                                                                           | 1996  |
| 820 | Wilco                               | Being There                                                                     | 1996  |
| 821 | Sepultura                           | Roots                                                                           | 1996  |
| 822 | Barry Adamson                       | Oedipus Schmoedipus                                                             | 1996  |
| 823 | Fun Lovin' Criminals                | Come Find Yourself                                                              | 1996  |
| 824 | Maxwell                             | Maxwell's Urban Hang Suite                                                      | 1996  |
| 825 | The Charlatans                      | Tellin' Stories                                                                 | 1996  |
| 826 | Manic Street Preachers              | Everything Must Go                                                              | 1996  |
| 827 | Everything but the Girl             | Walking Wounded                                                                 | 1996  |
| 828 | Nick Cave and the Bad Seeds         | Murder Ballads                                                                  | 1996  |
| 829 | LTJ Bukem                           | Logical Progression                                                             | 1996  |
| 830 | Underworld                          | Second Toughest in the Infants                                                  | 1996  |
| 831 | The Jon Spencer Blues Explosion     | Now I Got Worry                                                                 | 1996  |
| 832 | The Cardigans                       | First Band on the Moon                                                          | 1996  |
| 833 | Marilyn Manson                      | Antichrist Superstar                                                            | 1996  |
| 834 | Fugees                              | The Score                                                                       | 1996  |
| 835 | Ash                                 | 1977                                                                            | 1996  |
| 836 | Belle and Sebastian                 | If You're Feeling Sinister                                                      | 1996  |
| 837 | Blur                                | Blur                                                                            | 1997  |
| 838 | Radiohead                           | OK Computer                                                                     | 1997  |
| 839 | Finley Quaye                        | Maverick a Strike                                                               | 1997  |
| 840 | Missy 'Misdemeanor' Elliott         | Supa Dupa Fly                                                                   | 1997  |
| 841 | The Chemical Brothers               | Dig Your Own Hole                                                               | 1997  |
| 842 | Primal Scream                       | Vanishing Point                                                                 | 1997  |
| 843 | Robert Wyatt                        | Shleep                                                                          | 1997  |
| 844 | David Holmes                        | Let's Get Killed                                                                | 1997  |
| 845 | Sleater-Kinney                      | Dig Me Out                                                                      | 1997  |
| 846 | The Prodigy                         | The Fat of the Land                                                             | 1997  |
| 847 | Buena Vista Social Club             | Buena Vista Social Club                                                         | 1997  |
| 848 | Nick Cave and the Bad Seeds         | The Boatman's Call                                                              | 1997  |
| 849 | The Divine Comedy                   | A Short Album About Love                                                        | 1997  |
| 850 | Cornershop                          | When I Was Born for the 7th Time                                                | 1997  |
| 851 | Daft Punk                           | Homework                                                                        | 1997  |
| 852 | Robbie Williams                     | Life Thru a Lens                                                                | 1997  |
| 853 | Mariah Carey                        | Butterfly                                                                       | 1997  |
| 854 | Supergrass                          | In It for the Money                                                             | 1997  |
| 855 | Bob Dylan                           | Time Out of Mind                                                                | 1997  |
| 856 | Roni Size & Reprazent               | New Forms                                                                       | 1997  |
| 857 | Elliott Smith                       | Either/Or                                                                       | 1997  |
| 858 | The Verve                           | Urban Hymns                                                                     | 1997  |
| 859 | Spiritualized                       | Ladies and Gentlemen We Are Floating in Space                                   | 1997  |
| 860 | The Dandy Warhols                   | …The Dandy Warhols Come Down                                                    | 1997  |
| 861 | System of a Down                    | System of a Down                                                                | 1998  |
| 862 | Bob Dylan                           | The Bootleg Series Vol. 4: Bob Dylan Live 1966, The "Royal Albert Hall" Concert | 1998  |
| 863 | Manu Chao                           | Clandestino                                                                     | 1998  |
| 864 | Billy Bragg & Wilco                 | Mermaid Avenue                                                                  | 1998  |
| 865 | Turbonegro                          | Apocalypse Dudes                                                                | 1998  |
| 866 | Fatboy Slim                         | You've Come a Long Way, Baby                                                    | 1998  |
| 867 | David Gray                          | White Ladder                                                                    | 1998  |
| 868 | Lucinda Williams                    | Car Wheels on a Gravel Road                                                     | 1998  |
| 869 | Pulp                                | This Is Hardcore                                                                | 1998  |
| 870 | Madonna                             | Ray of Light                                                                    | 1998  |
| 871 | Lauryn Hill                         | The Miseducation of Lauryn Hill                                                 | 1998  |
| 872 | Hole                                | Celebrity Skin                                                                  | 1998  |
| 873 | Mercury Rev                         | Deserter's Songs                                                                | 1998  |
| 874 | Queens of the Stone Age             | Queens of the Stone Age                                                         | 1998  |
| 875 | Air                                 | Moon Safari                                                                     | 1998  |
| 876 | Talvin Singh                        | Ok                                                                              | 1998  |
| 877 | Korn                                | Follow the Leader                                                               | 1998  |
| 878 | Khaled                              | Kenza                                                                           | 1999  |
| 879 | Kid Rock                            | Devil Without a Cause                                                           | 1998  |
| 880 | Boards of Canada                    | Music Has the Right to Children                                                 | 1998  |
| 881 | Suba                                | São Paulo Confessions                                                           | 1999  |
| 882 | XTC                                 | Apple Venus Volume 1                                                            | 1999  |
| 883 | Skunk Anansie                       | Post Orgasmic Chill                                                             | 1999  |
| 884 | Incubus                             | Make Yourself                                                                   | 1999  |
| 885 | The Magnetic Fields                 | 69 Love Songs                                                                   | 1999  |
| 886 | Travis                              | The Man Who                                                                     | 1999  |
| 887 | Slipknot                            | Slipknot                                                                        | 1999  |
| 888 | Beth Orton                          | Central Reservation                                                             | 1999  |
| 889 | Nitin Sawhney                       | Beyond Skin                                                                     | 1999  |
| 890 | Death in Vegas                      | The Contino Sessions                                                            | 1999  |
| 891 | Moby                                | Play                                                                            | 1999  |
| 892 | The Flaming Lips                    | The Soft Bulletin                                                               | 1999  |
| 893 | Les Rythmes digitales               | Darkdancer                                                                      | 1999  |
| 894 | Le Tigre                            | Le Tigre                                                                        | 1999  |
| 895 | Eminem                              | The Slim Shady LP                                                               | 1999  |
| 896 | Britney Spears                      | ...Baby One More Time                                                           | 1999  |
| 897 | Metallica                           | S&M                                                                             | 1999  |
| 898 | Bonnie 'Prince' Billy               | I See a Darkness                                                                | 1999  |
| 899 | Shack                               | H.M.S. Fable                                                                    | 1999  |
| 900 | Basement Jaxx                       | Remedy                                                                          | 1999  |
| 901 | Red Hot Chili Peppers               | Californication                                                                 | 1999  |
| 902 | Sigur Rós                           | Ágætis Byrjun                                                                   | 1999  |

### Années 2000
|      | Artiste(s)                      | Titre                                             | Année |
| ---- | ------------------------------- | ------------------------------------------------- | ----- |
| 903  | Doves                           | Lost Souls                                        | 2000  |
| 904  | Air                             | The Virgin Suicides                               | 2000  |
| 905  | Ryan Adams                      | Heartbreaker                                      | 2000  |
| 906  | Bebel Gilberto                  | Tanto Tempo                                       | 2000  |
| 907  | MJ Cole                         | Sincere                                           | 2000  |
| 908  | Emmylou Harris                  | Red Dirt Girl                                     | 2000  |
| 909  | Limp Bizkit                     | Chocolate Starfish and the Hot Dog Flavored Water | 2000  |
| 910  | Radiohead                       | Kid A                                             | 2000  |
| 911  | U2                              | All That You Can't Leave Behind                   | 2000  |
| 912  | Linkin Park                     | Hybrid Theory                                     | 2000  |
| 913  | Elliott Smith                   | Figure 8                                          | 2000  |
| 914  | Badly Drawn Boy                 | The Hour of Bewilderbeast                         | 2000  |
| 915  | PJ Harvey                       | Stories from the City, Stories from the Sea       | 2000  |
| 916  | Erykah Badu                     | Mama's Gun                                        | 2000  |
| 917  | Coldplay                        | Parachutes                                        | 2000  |
| 918  | Common                          | Like Water for Chocolate                          | 2000  |
| 919  | Mike Ladd                       | Welcome to the Afterfuture                        | 2000  |
| 920  | Red Snapper                     | Our Aim Is to Satisfy                             | 2000  |
| 921  | Eminem                          | The Marshall Mathers LP                           | 2000  |
| 922  | Goldfrapp                       | Felt Mountain                                     | 2000  |
| 923  | Giant Sand                      | Chore of Enchantment                              | 2000  |
| 924  | Lambchop                        | Nixon                                             | 2000  |
| 925  | Ute Lemper                      | Punishing Kiss                                    | 2000  |
| 926  | Madonna                         | Music                                             | 2000  |
| 927  | The Avalanches                  | Since I Left You                                  | 2000  |
| 928  | OutKast                         | Stankonia                                         | 2000  |
| 929  | Radiohead                       | Amnesiac                                          | 2001  |
| 930  | Silver Jews                     | Bright Flight                                     | 2001  |
| 931  | Björk                           | Vespertine                                        | 2001  |
| 932  | Gorillaz                        | Gorillaz                                          | 2001  |
| 933  | Ryan Adams                      | Gold                                              | 2001  |
| 934  | Destiny's Child                 | Survivor                                          | 2001  |
| 935  | The Strokes                     | Is This It                                        | 2001  |
| 936  | Gillian Welch                   | Time (The Revelator)                              | 2001  |
| 937  | Gotan Project                   | La revancha del tango                             | 2001  |
| 938  | The White Stripes               | White Blood Cells                                 | 2001  |
| 939  | The Beta Band                   | Hot Shots II                                      | 2001  |
| 940  | Jay-Z                           | The Blueprint                                     | 2001  |
| 941  | Röyksopp                        | Melody A.M.                                       | 2001  |
| 942  | Drive-By Truckers               | Southern Rock Opera                               | 2001  |
| 943  | Super Furry Animals             | Rings Around the World                            | 2001  |
| 944  | The Hives                       | Your New Favourite Band                           | 2001  |
| 945  | Jurassic 5                      | Power in Numbers                                  | 2002  |
| 946  | Wilco                           | Yankee Hotel Foxtrot                              | 2002  |
| 947  | Ms Dynamite                     | A Little Deeper                                   | 2002  |
| 948  | The Bees                        | Sunshine Hit Me                                   | 2002  |
| 949  | Norah Jones                     | Come Away with Me                                 | 2002  |
| 950  | Coldplay                        | A Rush of Blood to the Head                       | 2002  |
| 951  | The Coral                       | The Coral                                         | 2002  |
| 952  | Red Hot Chili Peppers           | By the Way                                        | 2002  |
| 953  | Johnny Cash                     | American IV: The Man Comes Around                 | 2002  |
| 954  | The Flaming Lips                | Yoshimi Battles the Pink Robots                   | 2002  |
| 955  | Doves                           | The Last Broadcast                                | 2002  |
| 956  | Missy Elliott                   | Under Construction                                | 2002  |
| 957  | Bruce Springsteen               | The Rising                                        | 2002  |
| 958  | Christina Aguilera              | Stripped                                          | 2002  |
| 959  | The Roots                       | Phrenology                                        | 2002  |
| 960  | Beck                            | Sea Change                                        | 2002  |
| 961  | Justin Timberlake               | Justified                                         | 2002  |
| 962  | The Vines                       | Highly Evolved                                    | 2002  |
| 963  | Radiohead                       | Hail to the Thief                                 | 2003  |
| 964  | Amy Winehouse                   | Frank                                             | 2003  |
| 965  | Calexico                        | Feast of Wire                                     | 2003  |
| 966  | The Darkness                    | Permission to Land                                | 2003  |
| 967  | The White Stripes               | Elephant                                          | 2003  |
| 968  | Dizzee Rascal                   | Boy in da Corner                                  | 2003  |
| 969  | Kings of Leon                   | Youth and Young Manhood                           | 2003  |
| 970  | The Thrills                     | So Much for the City                              | 2003  |
| 971  | Yeah Yeah Yeahs                 | Fever to Tell                                     | 2003  |
| 972  | OutKast                         | Speakerboxxx/The Love Below                       | 2003  |
| 973  | 50 Cent                         | Get Rich or Die Tryin'                            | 2003  |
| 974  | The Mars Volta                  | De-Loused in the Comatorium                       | 2003  |
| 975  | Lightning Bolt                  | Wonderful Rainbow                                 | 2003  |
| 976  | Rufus Wainwright                | Want One                                          | 2004  |
| 977  | Scissor Sisters                 | Scissor Sisters                                   | 2004  |
| 978  | Morrissey                       | You Are the Quarry                                | 2004  |
| 979  | Björk                           | Medúlla                                           | 2004  |
| 980  | Mylo                            | Destroy Rock and Roll                             | 2004  |
| 981  | Brian Wilson                    | Brian Wilson Presents Smile                       | 2004  |
| 982  | The Icarus Line                 | Penance Soiree                                    | 2004  |
| 983  | Arcade Fire                     | Funeral                                           | 2004  |
| 984  | Devendra Banhart                | Rejoicing in the Hands                            | 2004  |
| 985  | Nick Cave and the Bad Seeds     | Abattoir Blues/The Lyre of Orpheus                | 2004  |
| 986  | Franz Ferdinand                 | Franz Ferdinand                                   | 2004  |
| 987  | N.E.R.D                         | Fly or Die                                        | 2004  |
| 988  | The Beta Band                   | Heroes to Zeros                                   | 2004  |
| 989  | Ozomatli                        | Street Signs                                      | 2004  |
| 990  | Green Day                       | American Idiot                                    | 2004  |
| 991  | The Libertines                  | The Libertines                                    | 2004  |
| 992  | Kanye West                      | The College Dropout                               | 2004  |
| 993  | Cee Lo Green                    | Cee-Lo Green... Is the Soul Machine               | 2004  |
| 994  | TV on the Radio                 | Desperate Youth, Blood Thirsty Babes              | 2004  |
| 995  | Liars                           | They Were Wrong, So We Drowned                    | 2004  |
| 996  | The Streets                     | A Grand Don't Come for Free                       | 2004  |
| 997  | Rufus Wainwright                | Want Two                                          | 2004  |
| 998  | The Killers                     | Hot Fuss                                          | 2004  |
| 999  | The Zutons                      | Who Killed...... The Zutons?                      | 2004  |
| 1000 | Kings of Leon                   | Aha Shake Heartbreak                              | 2004  |
| 1001 | M.I.A.                          | Arular                                            | 2005  |
| 1002 | Common                          | Be                                                | 2005  |
| 1003 | Richard Hawley                  | Coles Corner                                      | 2005  |
| 1004 | Sufjan Stevens                  | Come On Feel The Illinoise                        | 2005  |
| 1005 | Amy Winehouse                   | Back to Black                                     | 2006  |
| 1006 | Lupe Fiasco                     | Food & Liquor                                     | 2006  |
| 1007 | Ghostface Killah                | FishScale                                         | 2006  |
| 1008 | Ali Farka Touré                 | Savane                                            | 2006  |
| 1009 | Muse                            | Black Holes and Revelations                       | 2006  |
| 1010 | Joanna Newsom                   | Ys                                                | 2006  |
| 1011 | Arctic Monkeys                  | Whatever People Say I Am, That's What I'm Not     | 2006  |
| 1012 | The Good, the Bad and the Queen | The Good, the Bad and the Queen                   | 2007  |
| 1013 | LCD Soundsystem                 | Sound of Silver                                   | 2007  |
| 1014 | Radiohead                       | In Rainbows                                       | 2007  |
| 1015 | M.I.A.                          | Kala                                              | 2007  |
| 1016 | Justice                         | Cross                                             | 2007  |
| 1017 | Klaxons                         | Myths of the Near Future                          | 2007  |
| 1018 | Arcade Fire                     | Neon Bible                                        | 2007  |
| 1019 | Goldfrapp                       | Seventh Tree                                      | 2008  |
| 1020 | Elbow                           | The Seldom Seen Kid                               | 2008  |
| 1021 | Portishead                      | Third                                             | 2008  |
| 1022 | The Last Shadow Puppets         | The Age of the Understatement                     | 2008  |
| 1023 | Kings of Leon                   | Only by the Night                                 | 2008  |
| 1024 | Slipknot                        | All Hope Is Gone                                  | 2008  |
| 1025 | TV on the Radio                 | Dear Science                                      | 2008  |
| 1026 | MGMT                            | Oracular Spectacular                              | 2008  |
| 1027 | Fleet Foxes                     | Fleet Foxes                                       | 2008  |
| 1028 | Q-Tip                           | The Renaissance                                   | 2008  |
| 1029 | Grizzly Bear                    | Veckatimest                                       | 2009  |
| 1030 | Animal Collective               | Merriweather Post Pavilion                        | 2009  |
| 1031 | Bill Callahan                   | Sometimes I Wish We Were an Eagle                 | 2009  |
| 1032 | Fever Ray                       | Fever Ray                                         | 2009  |
| 1033 | Wild Beasts                     | Two Dancers                                       | 2009  |
| 1034 | Phoenix                         | Wolfgang Amadeus Phoenix                          | 2009  |
| 1035 | The xx                          | xx                                                | 2009  |
| 1036 | Yeah Yeah Yeahs                 | It's Blitz!                                       | 2009  |
| 1037 | Dirty Projectors                | Bitte Orca                                        | 2009  |

### Années 2010
|      | Artiste(s)                  | Titre                             | Année |
| ---- | --------------------------- | --------------------------------- | ----- |
| 1038 | Beach House                 | Teen Dream                        | 2010  |
| 1039 | John Grant                  | Queen of Denmark                  | 2010  |
| 1040 | The National                | High Violet                       | 2010  |
| 1041 | The Black Keys              | Brothers                          | 2010  |
| 1042 | Janelle Monáe               | The ArchAndroid                   | 2010  |
| 1043 | Arcade Fire                 | The Suburbs                       | 2010  |
| 1044 | Deerhunter                  | Halcyon Digest (en)               | 2010  |
| 1045 | Kanye West                  | My Beautiful Dark Twisted Fantasy | 2010  |
| 1046 | Adele                       | 21                                | 2011  |
| 1047 | PJ Harvey                   | Let England Shake                 | 2011  |
| 1048 | White Denim                 | D (en)                            | 2011  |
| 1049 | Django Django               | Django Django                     | 2012  |
| 1050 | Jack White                  | Blunderbuss                       | 2012  |
| 1051 | Hot Chip                    | In Our Heads                      | 2012  |
| 1052 | Frank Ocean                 | Channel Orange                    | 2012  |
| 1053 | Kendrick Lamar              | good kid, m.A.A.d city            | 2012  |
| 1054 | My Bloody Valentine         | M b v                             | 2013  |
| 1055 | David Bowie                 | The Next Day                      | 2013  |
| 1056 | Kanye West                  | Yeezus                            | 2013  |
| 1057 | Chvrches                    | The Bones of What You Believe     | 2013  |
| 1058 | Beyoncé                     | Beyoncé                           | 2013  |
| 1059 | The War on Drugs            | Lost in the Dream (en)            | 2014  |
| 1060 | FKA twigs                   | LP1                               | 2014  |
| 1061 | Taylor Swift                | 1989                              | 2014  |
| 1062 | Björk                       | Vulnicura                         | 2015  |
| 1063 | Kendrick Lamar              | To Pimp a Butterfly               | 2015  |
| 1064 | David Bowie                 | Blackstar                         | 2016  |
| 1065 | Solange                     | A Seat at the Table               | 2016  |
| 1066 | Skepta                      | Konnichiwa (en)                   | 2016  |
| 1067 | Leonard Cohen               | You Want It Darker                | 2016  |
| 1068 | LCD Soundsystem             | American Dream (en)               | 2017  |
| 1069 | Jane Weaver                 | Modern Kosmology                  | 2017  |
| 1070 | Kelela                      | Take Me Apart (en)                | 2017  |
| 1071 | Lorde                       | Melodrama                         | 2017  |
| 1072 | Thundercat                  | Drunk                             | 2017  |
| 1073 | SZA                         | Ctrl                              | 2017  |
| 1074 | Hookworms (en)              | Microshift (en)                   | 2018  |
| 1075 | Christine and the Queens    | Chris                             | 2018  |
| 1076 | Kacey Musgraves             | Golden Hour                       | 2018  |
| 1077 | Little Simz                 | Grey Area                         | 2019  |
| 1078 | Michael Kiwanuka            | Kiwanuka (en)                     | 2019  |
| 1079 | Nick Cave and the Bad Seeds | Ghosteen                          | 2019  |

### Années 2020
|      | Artiste(s)       | Titre                            | Année |
| ---- | ---------------- | -------------------------------- | ----- |
| 1080 | Fiona Apple      | Fetch the Bolt Cutters           | 2020  |
| 1081 | Sault (en)       | Untitled (Black Is) (en)         | 2020  |
| 1082 | Taylor Swift     | Evermore                         | 2020  |
| 1083 | Lana Del Rey     | Chemtrails over the Country Club | 2021  |
| 1084 | Jazmine Sullivan | Heaux Tales (en)                 | 2021  |